# Cantone di Île d'Oléron
Il Cantone di Île d'Oléron è una divisione amministrativa dell'arrondissement di Rochefort.
È stato costituito a seguito della riforma approvata con decreto del 27 febbraio 2014, che ha avuto attuazione dopo le elezioni dipartimentali del 2015.

## Composizione
Comprende gli 8 comuni di:
- La Brée-les-Bains
- Le Château-d'Oléron
- Dolus-d'Oléron
- Le Grand-Village-Plage
- Saint-Denis-d'Oléron
- Saint-Georges-d'Oléron
- Saint-Pierre-d'Oléron
- Saint-Trojan-les-Bains